# コモンズの悲劇

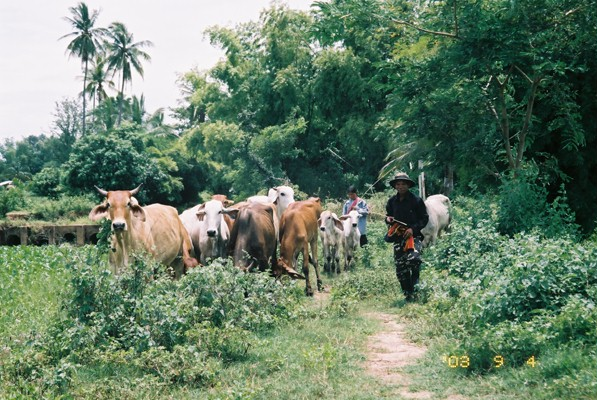
タイ東北地方のコモンズ。牛飼いは、脇道に生えている草を牛に食ませる。ローカル・コモンズを利用し管理する現地住民は、草の根民活として評価できる。

コモンズの悲劇（コモンズのひげき、英: tragedy of the commons）とは、多数者が利用できる共有資源が乱獲されることによって資源の枯渇を招いてしまうという経済学における法則。共有地の悲劇ともいう。
アメリカの生物学者、ギャレット・ハーディンが1968年に『サイエンス』に論文「The Tragedy of the Commons」を発表したことで一般に広く認知されるようになったが、発表後多くの研究者も反論を唱えた。

## 概要
たとえば、共有地（コモンズ）である牧草地に複数の農民が牛を放牧する場合を考える。農民は利益の最大化を求めてより多くの牛を放牧する。自身の所有地であれば、牛が牧草を食べ尽くさないように数を調整するが、共有地では、自身が牛を増やさないと他の農民が牛を増やしてしまい、自身の取り分が減ってしまうので、牛を野放図に増やし続ける結果になる。こうして農民が共有地を自由に利用する限り、資源である牧草地は荒れ果て、結果としてすべての農民が被害を受けることになる。
また、牧草地は荒廃するが、全ての農民が同時に滅びるのではなく、最後まで生き延びた者が全ての牧草地を独占する。このことから、不当廉売競争による市場崩壊とその後に独占市場が形成される過程についても、コモンズの悲劇の法則が成り立つ。
実際にコモンズの悲劇が起こる条件としては、下記のいずれの条件も満たす必要がある。
1. 共有地がオープンアクセスである
2. 共有地の資源が希少資源で枯渇すると尽くされてしまう

行政政策として、希少資源の獲得など正の外部性（外部経済）の場合は、有償で利害関係者に所有権あるいは独占権を与えて管理させることによって、コモンズの悲劇を防ぐことができる。なお、コモンズの悲劇を誤用して、利害関係者に独占権を付与することで、業界保護を実施する場合があるので、注意が必要である。
一方、大気汚染や水質汚濁、土壌汚染など負の外部性（外部不経済）の場合には、大気汚染防止法などの取締法規による規制的手法や、二酸化炭素の排出取引など市場原理を活用する手法（外部不経済の内部化）が用いられる。

## 事例と対策

### 典型例
電波利用について、政府が電波使用料の徴収と引き換えに、特定事業者に電波帯域の独占使用を認めさせることである。
地球環境問題もコモンズの悲劇としてたとえることができる。人類が共有資源を消費し、各国が国益の追求を進めた結果、地球環境はプラネタリー・バウンダリーと呼ばれる限界を超えつつあり、気候変動や生物多様性の損失などの環境問題が起きている。環境を維持しつつ人類が活動するためには、生態系の利用可能空間を公平に分配する仕組みや、開発から取り残されている住民の参加などを定める地球規模のガバナンスが必要とされる。
そこで、地球の利用にかかわる財産権を定めることが、地球を適切に管理することにつながる。こうした環境悪化に対する処方箋としては、政府などが適切な規制をすることによる保全策が取られるとともに、近年では市場原理を活用する方法として排出取引や環境税の導入が実施されている。
河川敷などの身近なコモンズを、政府が雑草除去の役務と引き換えに現地住民へ無償で貸し出し、牧畜などを行う事業は、コモンズの適正管理を行っている草の根民活として評価する立場もある。これは、自然保護や地球環境問題の解決を、住民のローカル・コモンズ管理の手法に見習うという発想をもたらした。
なお、共有地の共有資源が、地域コミュニティの構成員に限って利用できる「ローカル・コモンズ」（里山の入会地など）は、厳密な意味のコモンズではなく、集団が所有する所有地からの収益を構成員に分配する共同事業「擬似コモンズ」であるから、コモンズの悲劇は起こらない。相互利益に配慮された共同事業の歴史的制度が、近代化により崩壊することによって生じる共有資源の荒廃などは、集団内の統制崩壊による事業破綻であるから、コモンズの悲劇とは別の現象である。
ハーディンが論文を発表した後、多くの研究者が反論を唱えた。そしてハーディン自身もコモンズの悲劇が起こるのはオープンアクセスの時であると自らの主張を改めた。しかし、発表以後、この論文を中心に議論が巻き起こり、この分野の研究が大きく発展した。その意味でのハーディンの功績は大きい。
また、知的財産権に関する議論の中で、コモンズの悲劇が同様の事例としてしばしば引き合いに出される。